# ترینو
ترینو (به لاتین: Trynno) یک منطقهٔ مسکونی در لهستان است که در Gmina Pełczyce واقع شده‌است.

## خصوصیات
ترینو ۱۰ نفر جمعیت دارد.